# فرودگاه شهری اوین
فرودگاه شهری اوین (به انگلیسی: Oyen Municipal Airport) یک فرودگاه همگانی است که یک باند فرود ماسه دارد و طول باند آن ۶۷۱ متر است. این فرودگاه در کشور کانادا قرار دارد و در ارتفاع ۷۶۱ متری از سطح دریا واقع شده است.